# Armando Vargas Araya
Armando Vargas Araya (n. Puntarenas, 1946) es un periodista, político y escritor costarricense, experto en infocomunicaciones.

## Reseña
Ha tenido a su cargo importantes medios noticiosos costarricenses, ha sido Editor Jefe para Latinoamérica de la agencia británica de noticias Reuters, Buenos Aires; Editor en la División de Servicios Mundiales de la agencia noticiosa The Associated Press, Nueva York; Corresponsal Jefe del diario mexicano Excélsior, Washington D. C.; Jefe de Redacción del diario costarricense La República y Director de Noticias Monumental, San José. Presidió el Colegio de Periodistas de Costa Rica y se desempeñó como profesor en la Universidad de Costa Rica, en la Universidad Nacional (Heredia) y en The Washington Program, Escuela Annenberg de Comunicaciones, Universidad de Pensilvania. Vicepresidente para las Américas de ICO Global Communications, Washington D. C. y Miami; Director de Asuntos Gubernamentales de International Mobile Satellite Organization (Inmarsat), Londres; Consultor sobre Estrategia y Políticas Públicas para la Unión Internacional de Telecomunicaciones (UIT), el Programa de Naciones Unidas para el Desarrollo (PNUD) y la UNESCO; y Secretario General de la Unión Latinoamericana y Caribeña de Radiodifusión (ULCRA). 
Fue Ministro de Comunicación e Información durante el cuatrienio 1982-1986, bajo el mandato de Luis Alberto Monge Álvarez. Ahora es consultor de infocomunicación, convergencia de la informática y las telecomunicaciones. Es, además, prolífico autor de obras de carácter histórico, que le permitieron alcanzar el Premio Nacional de Historia, de la Academia de Geografía e Historia de Costa Rica. Ha ejercido la docencia universitaria en Costa Rica y en el exterior, como profesor invitado en numerosas ocasiones y en muy diversos países. Participa con frecuencia en conferencias, foros internacionales, simposios y congresos, sobre aspectos contemporáneos de las telecomunicaciones, cultura y desarrollo. Sus artículos y estudios académicos se han publicado en revistas especializadas costarricenses y del exterior.
Ingresó como miembro de la Academia Costarricense de la Lengua en diciembre de 2007, con su discurso «El evangelio de don Florencio», que fue respondido por el académico Alberto F. Cañas. Ocupa la silla U, de esta institución.

## Obras
- Batallas por la neutralidad y la paz (1985)
- Telestroika y desarrollo (1989)
- El siglo de Figueres y otros textos políticos (1993)
- Idearium maceísta (2002)
- Los tórridos días de José Martí en Puntarenas, 12-18 junio 1894 (2002)
- La vía costarricense (2005)
- El Doctor Zambrana: padre y maestro de la democracia republicana costarricense (2006)
- El lado oculto del Presidente Mora: resonancias de la guerra patria contra el filibusterismo de los Estados Unidos 1850-1860 (2007)
- El evangelio de don Florencio (2008)
- Costa Rica en Juan Bosch (2009)
- Perfiles de patriotismo en La Vía Costarricense (2011).
- La huella imborrable (2011)